# Listă de laureați ai premiului Goncourt
- Această pagină este o listă a laureaților premiului Goncourt din 1903 până astăzi.

- 1903 - John-Antoine Nau, Force ennemie
- 1904 - Léon Frapié, La Maternelle
- 1905 - Claude Farrère, Les Civilisés
- 1906 - Jérôme et Jean Tharaud, Dingley, l'illustre écrivain
- 1907 - Émile Moselly, Le Rouet d'ivoire, Terres lorraines și Jean des Brebis
- 1908 - Francis de Miomandre, Ecrit sur l'eau
- 1909 - Marius et Ary Leblond, En France
- 1910 - Louis Pergaud, De Goupil à Margot
- 1911 - Alphonse de Chateaubriant, Monsieur des Lourdines
- 1912 - André Savignon, Les Filles de la pluie
- 1913 - Marc Elder, Le Peuple de la mer
- 1914 - Adrien Bertrand, L'Appel du Sol
- 1915 - René Benjamin, Gaspard
- 1916 - Henri Barbusse, Focul (Le Feu)
- 1917 - Henri Malherbe, La Flamme au poing
- 1918 - Georges Duhamel, Civilizație (Civilisation)
- 1919 - Marcel Proust, À l'ombre des jeunes filles en fleur (La umbra fetelor în floare - volumul 2 din În căutarea timpului pierdut)
- 1920 - Ernest Pérochon, Nène
- 1921 - René Maran, Batouala
- 1922 - Henry Béraud, Le Vitriol de la lune et Le Martyre de l'obèse
- 1923 - Lucien Fabre, Rabevel ou le Mal des ardents
- 1924 - Thierry Sandre, Le Chèvrefeuille, le Purgatoire, le Chapitre XIII
- 1925 - Maurice Genevoix, Raboliot
- 1926 - Henri Deberly, Le Supplice de Phèdre
- 1927 - Maurice Bedel, Jérôme 60° latitudine nordică (Jérôme 60° latitude nord)
- 1928 - Maurice Constantin-Weyer, Un homme se penche sur son passé
- 1929 - Marcel Arland, L'Ordre
- 1930 - Henri Fauconnier, Malaisie
- 1931 - Jean Fayard, Mal d'amour
- 1932 - Guy Mazeline, Lupii (Les Loups)
- 1933 - André Malraux, Condiția umană (La Condition humaine)
- 1934 - Roger Vercel, Căpitanul Conan (Capitaine Conan)
- 1935 - Joseph Peyré, Sang et lumières
- 1936 - Maxence Van Der Meersch, L'Empreinte de Dieu
- 1937 - Charles Plisnier, Faux Passeports
- 1938 - Henri Troyat, L'Araigne
- 1939 - Philippe Hériat, Les Enfants gâtés
- 1940 - Francis Ambrière, Les Grandes Vacances
- 1941 - Henri Pourrat, Le Vent de Mars
- 1942 - Marc Bernard, Pareil à des enfants
- 1943 - Marius Grout, Passage de l'Homme
- 1944 - Elsa Triolet, Le Premier Accroc coûte 200 Francs
- 1945 - Jean-Louis Bory, Mon village à l'heure allemande
- 1946 - Jean-Jacques Gautier, Histoire d'un fait divers
- 1947 - Jean-Louis Curtis, Les Forêts de la nuit
- 1948 - Maurice Druon, Les Grandes Familles
- 1949 - Robert Merle, Week-end à Zuydcoote
- 1950 - Paul Colin, Les Jeux sauvages
- 1951 - Julien Gracq, Țărmul Syrtelor (Le Rivage des Syrtes) refuzat de către autor
- 1952 - Béatrix Beck, Léon Morin, prêtre
- 1953 - Pierre Gascar, Les Bêtes
- 1954 - Simone de Beauvoir, Mandarinii (Les Mandarins)
- 1955 - Roger Ikor, Les Eaux mêlées
- 1956 - Romain Gary, Les racines du ciel
- 1957 - Roger Vailland, La Loi
- 1958 - Francis Walder, Saint-Germain sau Negocierea (Saint-Germain ou la négociation)
- 1959 - André Schwartz-Bart, Le Dernier des Justes
- 1960 - Vintilă Horia, Dumnezeu s-a născut în exil (Dieu est né en exil)
- 1961 - Jean Cau, Mila lui Dumnezeu (La pitié de Dieu)
- 1962 - Anna Langfus, Les Bagages de sable
- 1963 - Armand Lanoux, Quand la mer se retire
- 1964 - Georges Conchon, L'État sauvage
- 1965 - Jacques Borel, L'Adoration
- 1966 - Edmonde Charles-Roux, Oublier Palerme
- 1967 - André Pieyre de Mandiargues, La Marge
- 1968 - Bernard Clavel, Les Fruits de l'hiver
- 1969 - Félicien Marceau, Creezy
- 1970 - Michel Tournier , Le Roi des Aulnes
- 1971 - Jacques Laurent, Les Bêtises
- 1972 - Jean Carrière, L'Epervier de Maheux
- 1973 - Jacques Chessex, L'Ogre
- 1974 - Pascal Lainé, La Dentellière
- 1975 - Emile Ajar (Romain Gary), La vie devant soi
- 1976 - Patrick Grainville, Les Flamboyants
- 1977 - Didier Decoin, John l'enfer
- 1978 - Patrick Modiano, Rue des boutiques obscures
- 1979 - Antonine Maillet, Pélagie la Charette
- 1980 - Yves Navarre, Le Jardin d'acclimatation
- 1981 - Lucien Bodard, Anne Marie
- 1982 - Dominique Fernandez, dans la main de l'Ange
- 1983 - Frédérick Tristan, Les égarés
- 1984 - Marguerite Duras, L'Amant
- 1985 - Yann Queffelec, Les noces barbares
- 1986 - Michel Host , Valet de nuit
- 1987 - Tahar ben Jelloun, La Nuit sacrée
- 1988 - Erik Orsenna, L'Exposition coloniale
- 1989 - Jean Vautrin, Un grand pas vers le Bon Dieu
- 1990 - Jean Rouaud, Les Champs d'honneur
- 1991 - Pierre Combescot, Les Filles du Calvaire
- 1992 - Patrick Chamoiseau, Texaco
- 1993 - Amin Maalouf, Le Rocher de Tanios
- 1994 - Didier Van Cauwelaert, Un Aller simple
- 1995 - Andreï Makine, Le Testament français
- 1996 - Pascale Roze, Le Chasseur Zéro
- 1997 - Patrick Rambaud, La Bataille
- 1998 - Paule Constant, Confidence pour confidence
- 1999 - Jean Echenoz, Je m'en vais
- 2000 - Jean-Jacques Schuhl, Ingrid Caven (Editura Gallimard)
- 2001 - Jean-Christophe Rufin, Rouge Brésil (Gallimard)
- 2002 - Pascal Quignard, Les Ombres errantes (Editura Grasset)
- 2003 - Jacques-Pierre Amette, La Maîtresse de Brecht (Editura Albin Michel)
- 2004 - Laurent Gaudé, Le Soleil des Scorta (Editura Actes Sud)
- 2005 - François Weyergans, Trois jours chez ma mère (Grasset)
- 2006 - Jonathan Littell, Les Bienveillantes (Gallimard)
- 2007 - Gilles Leroy, Alabama song (Editura Mercure de France)
- 2008 - Atiq Rahimi, Syngué sabour. Pierre de patience (Editura P.O.L.)
- 2009 - Marie NDiaye, Trois Femmes puissantes (Gallimard)
- 2010 - Michel Houellebecq, La Carte et le Territoire (Editura Flammarion)
- 2011 - Alexis Jenni, L'Art français de la guerre (Gallimard)
- 2012 - Jérôme Ferrari, Le Sermon sur la chute de Rome (Actes Sud)